# Пятиконечная звезда

Пятиконечная звезда без внутреннего пятиугольника
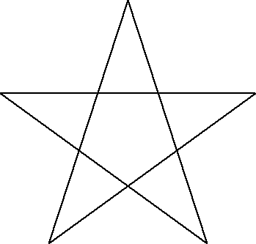
Пентаграмма; её можно нарисовать одной непрерывной линией
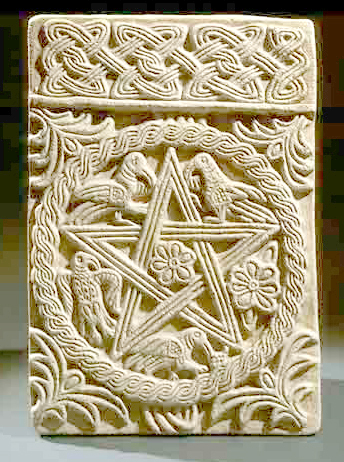
Рельеф, IX—XI веков, Солин, южные славяне

Пятиконе́чная звезда́ — многоугольник звёздчатого типа с пятью вершинами, у которого все стороны и все углы при вершинах равны. Образуется соединением линий одинаковой длины с углами 36° в каждой вершине. Продолжение линий внутрь звезды до схождения линий вместе образует пентаграмму.
Пятиконечная звезда — широко распространённая во всём мире идеограмма и является важным религиозно-мистическим и идеологическим символом. Широко используется также в геральдических знаках, в том числе в составе государственных и военных символов.
Пифагор утверждал, что такая звезда, или, как он её называл, «гигиея» (ύγιεια, в честь греческой богини здоровья Гигиеи), представляет собой математическое совершенство, так как скрывает в себе золотое сечение. Пятиконечная звезда подобна человеку с вытянутыми в стороны руками и расставленными ногами («Витрувианский человек» Леонардо да Винчи и рисунок Агриппы Неттесгеймского).

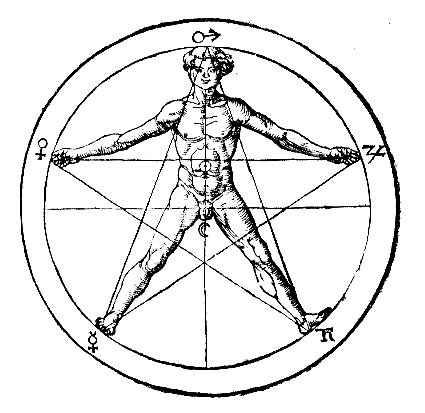
Пентаграмматон Агриппы (1486—1536)

## Символизм и использование
Пятиконечная звезда (пентакль) как символ охраны и безопасности известна более трёх тысяч лет. Её использовали в своих тотемах и ритуальных рисунках первобытные люди и представители самых ранних цивилизаций на территориях современных Греции, Ирана, Ирака и Турции. Пентакль был почитаемой эмблемой в Японии и у американских индейцев.

Звезда друзов

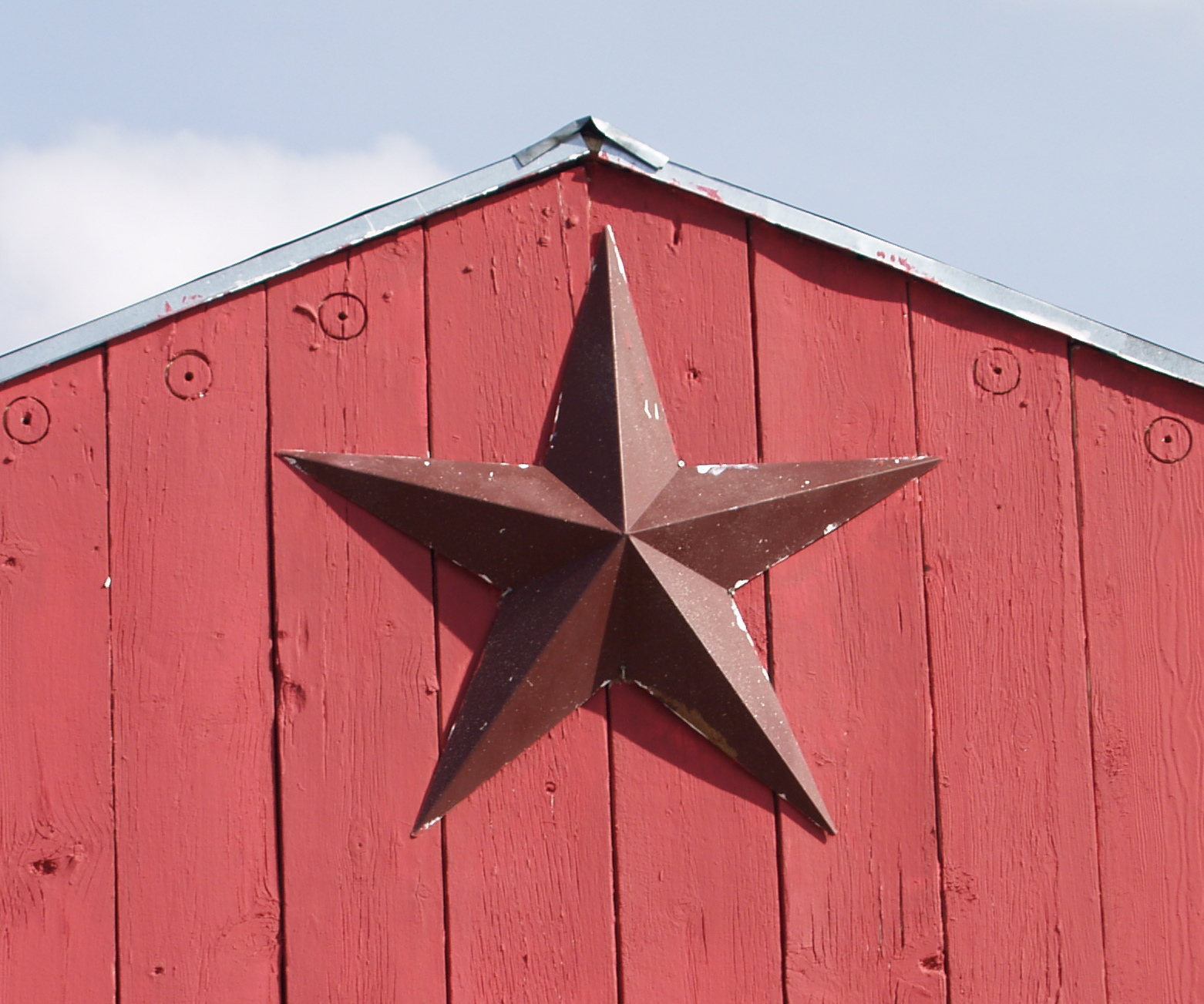
Амбарная звезда

Другие примеры использования пятиконечной звезды:
- В Древнем Риме являлась символом бога войны Марса.
- По представлениям философов Древнего Китая, показывает взаимодействие пяти основных элементов (огня, земли, металла, воды, дерева).
- В Российской империи штамповалась на товарных железнодорожных вагонах (внутри таких звёзд был двуглавый орёл).

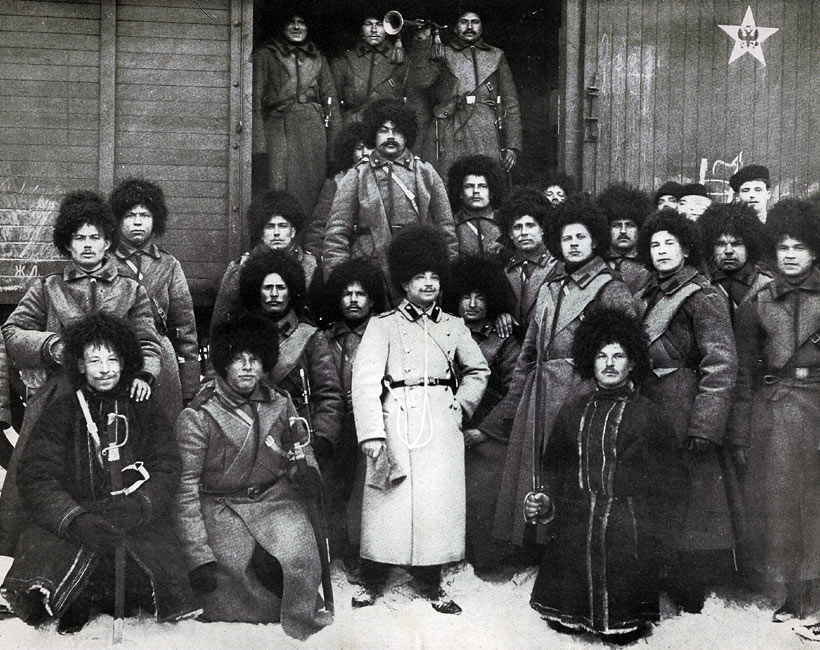

- У саамов русской Лапландии считалась универсальным оберегом, защищающим оленей.
- В Советской России красная звезда, согласно Кибальчичу, впервые была использована на военной форме кронштадтских моряков во главе с Лёнькой Пантелеевым при штурме Зимнего дворца в октябре 1917 года[2], впоследствии заимствована РККА.
- В фашистской Италии венчала эмблему Добровольной милиции национальной безопасности (чернорубашечников), была на петлицах итальянских военных.
- В милитаристской Японии служила символом Императорской армии, использовалась как элемент униформы (кокарда, петлицы, погоны), а также устанавливалась на переднюю часть японских автомобилей и бронетехники.
- Была символом итальянской террористической организации «Красные бригады».
- В масонстве символизирует свет, знание и совершенство[3].
- Друзы используют в качестве символа звезду с зелёным, красным, жёлтым, синим и белым лучами[4].
- В перевёрнутом виде используется как печать Бафомета.
- Элифас Леви использовал звезду как символ свободной воли человека.
- Зелёная пятиконечная звезда присутствует на флаге эсперанто.
- Амбарная звезда, или «звезда Пенсильвании» — деревянный, металлический или просто нарисованный объект, часто в форме пятиконечной звезды, используемый для украшения дома или амбара в некоторых частях США.

## Флаги
Пятиконечную звезду можно найти на многих флагах, преимущественно одноцветную, хотя на некоторых, например, на флаге Новой Зеландии звёзды имеют другой цвет контура. Пентаграмма встречается только на государственных флагах двух стран — Эфиопии и Марокко.

Флаг СССР
Флаг РККА
Флаг Европы
Флаг Югославии
Флаг Пакистана
Флаг Калифорнии
Флаг Арканзаса
Флаг Ганы
Флаг Марокко
Флаг Чили
Флаг Турции
Флаг Ливии
Флаг Эфиопии
Флаг Сомали
Флаг Крита 1897—1913
Флаг эсперанто
Флаг Асахикава, Хоккайдо, Япония
Флаг командующего флотом России
Флаг Танабэ, Вакаяма
Флаг АНРА, Лима (c 1924)
Флаг КНДР
Флаг Вьетнама
Флаг Коммунистической партии Венгрии
Флаг Компартии Германии
Флаг США
Флаг КНР
Флаг Алжира
Флаг Камеруна
Флаг Мавритании
Флаг Гренады
Флаг Мьянмы
Флаг Микронезии
Флаг Боснии и Герцеговины
Флаг Буркина-Фасо
Флаг Анголы
Флаг Мозамбика
Флаг Восточного Тимора
Флаг ДРК
Флаг Сент-Китс и Невис
Флаг Джибути
Флаг Сенегала
Флаг Гвинеи-Бисау
Флаг Островов Кука
Флаг Либерии
Флаг Южного Судана
Флаг Панамы
Флаг Того
Флаг Узбекистана
Флаг Кубы
Флаг Туниса
Флаг Пуэрто-Рико
Флаг Сан-Томе и Принсипи
Флаг Суринама
Флаг Сирии